# ککس هاببما
ککس هاببما (هلندی: Cox Habbema؛ ۲۱ مارس ۱۹۴۴ – ۱۸ آوریل ۲۰۱۶ (۷۲ سال)) هنرپیشه اهل هلند بود. از سال ۱۹۶۸ تا ۱۹۸۴، او در فیلم های تولید استودیو DEFA شرق و آلمان بازی کرد. او با ایبرهارد اسچ بازیگر ازدواج کرد.